# Ламантин африканський
Ламантин африканський (Trichechus senegalensis) — вид водяних тварин родини ламантинових.

## Зовнішній вигляд
Ламантини — великі масивні водяні ссавці з обтічною формою тіла, передніми кінцівками, які у ході еволюції перетворилися в ласти, і хвостом у формі плаского закругленого «весла». Задні кінцівки відсутні. Африканські ламантини відрізняються від споріднених видів чорно-сірим забарвленням шкіри; за іншими ознаками цей вид майже не відрізняється від американського ламантина. Тіло тварини вкрите рідкою шерстю, окрім верхньої і нижньої губи, де росте густа щетина (вібриси). Верхня губа, як і у всіх сиренових, сильно роздвоєна. Дорослі особини важать менше 500 кг, та мають довжину тіла 3–4 м. Найбільший зі спійманих африканських ламантинів був 4,5 м завдовжки і важив близько 360 кг.
Попри дані про високе генетичне розмаїття, зокрема про відмінності між ізольованими континентальними та прибережними популяціями, вид Trichechus senegalensis не має окремих підвидів.

## Поширення
Африканські ламантини живуть у річках, естуаріях, дрібних бухтах та прибережних водах уздовж усього західного узбережжя Африки; трапляються також в озерах. Північною межею їхнього поширення є річка Сенегал (Південна Мавританія, 16 ° с. ш.), південною — річка Кванза в Анголі  (18 ° ю. ш.). Критичні для збереження виду популяції зосереджені в районі архіпелагу Біжагош (Гвінея-Бісау), лагунах Кот-д'Івуара, озері Вольта (Гана), лагуні Н'Дого (Габон), річках та озерах Сенегалу, річці Санага (Камерун), у нижній течії річки Нігер (Нігерія) і в нижній течії річки Конго.
Африканський ламантин зустрічається в таких країнах (за даними на 2001 р.)
- Мавританія — річка Сенегал і її притоки; зрідка спостерігається в заповіднику Diawlang Reserve.
- Сенегал — ламантин практично вимер, в більшості районів країни не зустрічався протягом багатьох років. Деяке число особин збереглося в річці Казаманс, зустрічаючись від її естуарія аж до міста Колда.
- Гамбія — 1993 року, як і раніше був численний у річці Гамбія.
- Гвінея-Бісау деякий час вважалася одним з останніх притулків для ламантинів через порівняно непотривожений стан річкових екосистем, мангр та заболочених місцевостей. 1997 року уряд Гвінеї-Бісау підписало з IUCN угоду про створення національного плану зі збереження африканського ламантина, однак громадянська війна, що почалася 1998 року, завадила його реалізації. 2001 року ламантини були поширені на території країни, найчастіше зустрічаючись в районі архіпелагу Біжагош. Полювання на ламантинів тут практично не ведеться; виловлені тварини останнім часом виставляються на продаж в інтернеті та експортуються (River Zoo Farms [Архівовано 4 травня 2020 у Wayback Machine.]). Так, два ламантини, спійманих 1996 року, були відправлені в акваріум р. Тоба (Японія)[7].
- Гвінея — систематичних досліджень не проводилося.
- Сьєрра-Леоне — чисельність популяції скорочується через безперервне полювання та випадкові вилови.
- Ліберія — зустрічається у всіх основних річках країни, включно з районом озера Пісо.
- Кот-д'Івуар — до середини 1980-х років через браконьєрські полювання чисельність ламантинів скоротилася до менше ніж 750 особин, розподілених між 5–6 невеликими ізольованими популяціями. Останнім часом оцінюється приблизно в 750–800 особин.
- Гана — озеро Вольта та Національний парк Дігья.
- Того — озеро Того.
- Бенін — ймовірно, вимер.
- Нігерія — зустрічається повсюдно, проте чисельність скорочується через постійні полювання та деградації місцеперебування (зокрема, видобуток нафти в дельті р. Нігер).
- Камерун — згідно із дослідженнями, проведеними під егідою WWF-USA і Wildlife Conservation Society[en] в 1989 р., ламантини численні в деяких районах країни. Основними проблемами є браконьєрське полювання в прикордонних з Нігерією районах та руйнування місць існування ламантинів унаслідок споруди гребель.
- Екваторіальна Гвінея — у нижній течії річки Мітемеле.
- Габон — найвища густина популяції серед африканських ламантинів.
- Республіка Конго, Демократична Республіка Конго — нижня течія р. Конго нижче м. Бінда. Ймовірно, зустрічається й у верхній течії річки.
- Ангола — зустрічається вздовж усього океанського узбережжя.
- Малі — водиться в системі р. Нігер, однак чисельність сильно зменшена полюванням.
- Нігер — річка Нігер.
- Чад — колись ламантини були численні в басейні озера Чад, однак до 1924 р. стали тут рідкісні. Дослідження 1995 р. також показало їх наявність в озерах Lere і Trene району Майо-Кеббі. Триває їхнє винищення заради жиру і м'яса.
- Буркіна-Фасо — імовірно, водяться в р. Вольта і її притоках, а також в р. Mekrou, що протікає на кордоні між Буркіна-Фасо і Того/Беніном. Перевірених даних про чисельність та розподіл ламантинів, однак, немає.

## Спосіб життя
Африканські ламантини водяться як у дрібних прибережних водах, так і в прісних водоймах, вільно переміщаючись між ними. Вони віддають перевагу тихим водам, багатим рослинною їжею, але уникають сильно солоних морських вод. Їхніми улюбленими місцями проживання є:
- прибережні лагуни з багатою мангровою та трав'янистою рослинністю,
- естуарії великих річок з мангровими заростями (Rhizophora) або із трав'янистою рослинністю (переважно Vossia й Echinochloa) вище за течією,
- дрібні (<3 м завглибшки) прибережні райони, облямовані манграми або порослі морськими рослинами (Ruppia, Halodule, Cymodocea).

Відомості отримані на підставі численних спостережень, а також за даними радіостеження за ламантинами в Кот-д'Івуарі.
Вгору за течією річок ламантини піднімаються аж до водоспадів та порогів, або поки дозволяє рівень води. Так, по р. Гамбія ламантини піднімаються до Сенегалу, де їх спостерігали в Національному парку Ніоколо-Коба. У деяких областях ламантини здійснюють сезонні міграції, пов'язані з коливаннями рівня води, а також зі змінами солоності води, під час розливів річок (червень-липень) піднімаючись вгору за течією. У деяких місцевостях ламантини під час сухого сезону знаходять притулок у постійних озерах та ставках, які при підйомі води в сезон дощів виявляються пов'язані з руслами річок. Також запливають у затоплювані ліса й болота, порослі очеретами (Phragmites), плоскухою (Echinochloa) та іншими злаковими. У морі їх знаходять за 75 км від берега серед мангрових заростей та виходів прісних вод архіпелагу Біжагош (Гвінея-Бісау). Ізольовані популяції, відрізані від моря, були знайдені в оз. Вольта (Гана) вище греблі ГЕС. Ще одна популяція, ізольована річковими порогами, була виявлена у верхній течії р. Нігер, у районі м. Сегу (Малі), що становить рекорд просування вглиб континенту для цього виду — понад 2000 км від океану. У Чаді африканський ламантин ізольовано зустрічається в річках басейну озера Чад, Банінгі, Логоні та Шарі. Список основних річок і озер проживання африканського ламантина приведений на сайті IUCN.
Ареал африканського ламантина обмежений доступністю прісної води та температурою — вони рідко трапляються в водах холодніше 18 °C. За день ламантин здатний проплисти 30-40 км.
Поведінка цього виду вивчена слабо. Очевидно, їхній спосіб життя переважно нічний, оскільки ламантинів найуспішніше добувають саме вночі.
Вдень вони зазвичай відпочивають у неглибоких (1-2 м глибиною) водах, ховаючись серед рослинності або тримаючись посеред річкового русла. Раніше вважалося, що в пошуках їжі ламантини здатні виходити на берег, проте останнім часом ця точка зору визнана помилковою. Африканські ламантини тримаються поодинці або непостійними групами з 2-6 особин. Найбільш сильні та стійкі соціальні зв'язки об'єднують самицю та її дитинчат.
Африканські ламантини харчуються водною рослинністю, переважно прибережною. Популяції, що живуть в естуаріях, годуються в мангрових заростях, зриваючи листя з низькорослих гілок. Їхній раціон включає рослини видів Vossia, ейхорнія (Eichornia crassipes), горець (Polygonum), Cymodocea nodosa, роголистник (Ceratophyllum demersum), Azolla, плоскуха (Echinochloa), ряска (Lemna), уруть (Myriophyllum), пістія (Pistia stratioties), різофора (Rhizophora racemosa) та галодуле (Halodule). З урахуванням того, що доросла особина в день споживає від 12 до 18 кг їжі, на рік один ламантин, мабуть, здатний з'їсти до 8000 кг рослинності. У деяких областях ареалу (Сенегал, Сьєрра-Леоне) місцеві рибалки звинувачують ламантинів у викраденні риби з мереж, однак це не підтверджений факт. Вважається також, що ламантини знищать посіви рису на затоплених полях. У Сенегалі та Гамбії в шлунках виловлених ламантинів знаходили й молюсків.

### Відтворення
Розмноження африканських ламантинів досі слабо вивчено, і велика частина припущень про їхню репродуктивну поведінку ґрунтується на близькій схожості цього виду з добре вивченим американським ламантином. Вони здатні розмножуватися увесь рік, але пік отелення зазвичай припадає на кінець весни — початок літа. Самиці досягають статевої зрілості до 3 років. Самицю в еструс супроводжують кілька самців, з якими вона, мабуть, безладно спарюється. Вагітність триває приблизно 13 місяців та закінчується народженням 1 дитинчати, зрідка двійні. Пологи відбуваються в мілководних лагунах. Дитинчата ламантина народжуються хвостом уперед та здатні плавати одразу після народження. Самиця вигодовує потомство за допомогою парних молочних залоз, розташованих на грудях. Дитинчата, мабуть, залишаються з матір'ю до 2 років.
У природі африканські ламантини, ймовірно, доживають до 30 років. Природних ворогів не мають, зрідка на них полюють акули та крокодили. Єдиний відомий паразит — трематода Chiorchis fabaceus.

## Статус популяції
Точний статус популяції невідомий. На підставі даних, зібраних у Кот-д'Івуарі, Гвінеї-Бісау, Гамбії, Сенегалі та Камеруні, у Західній Африці у 2006 р., в Африці, імовірно, налічується щонайменше 10 000 особин африканського ламантина.
Чисельність цього виду скорочується переважно внаслідок полювання, випадкових виловів та нещасних випадків, коли звірі заплутуються в рибальських мережах та тралах, або гинуть від зіткнень з річковими та морськими судами. Так у Гвінеї-Бісау між 1990–1998 рр. з 209 загиблих ламантинів: 72% заплуталися в рибальських снастях, 13% були вбиті на полюванні, 4% викинуті на берег під час відпливу і 11% загинули з невстановленої причини.
Незважаючи на правовий захист, у ряді країн місцеві жителі як і раніше полюють на ламантинів за допомогою гарпунів, спеціальних мереж та різноманітних пасток заради їхнього м'яса, кісток, шкури та жиру. Останній у Малі, Сенегалі та Чаді розглядається як ліки проти ревматизму та вушних хвороб, а також косметичний засіб. Комерційне відтворення африканського ламантина, однак, не ведеться. У деяких районах ламантинів переслідують як шкідників сільського господарства та рибальського промислу. Приморські райони, які є основним місцем проживання ламантинів, зазвичай, густонаселені та сильно страждають від антропогенного тиску — так, вирубка мангрів заради деревини призводить до зникнення мангрових лісів; через ерозії та намивань ґрунту відбувається обміління лагун та естуаріїв. Перерозподіл водних потоків через спорудження гребель та дамб підсилює солоність вод в естуаріях, що зокрема впливає на водну рослинність. Ламантини також найчастіше потрапляють у затвори та турбіни гребель гідроелектростанцій. Вплив на популяцію посилюється забруднення вод побутовими та господарськими стоками поки що вивчено слабо.
На 9-х зборах Конвенції з охорони мігруючих видів диких тварин в 1999 р. було відзначено, що серед видів ламантинів африканський розташований у найбільш жалюгідному стані. Посилюється руйнування навколишнього середовища поставило багато локальні популяції ламантинів на грань вимирання. Дієвих заходів щодо захисту та збереження виду в країнах її проживання останнім часом переважно перебувають у стадії планування та розробки. Список охоронних територій Західної Африки, де трапляється африканський ламантин, можна знайти на сайті IUCN. У 1986 р африканському ламантину був наданий статус «уразливий вид» — Vulnerable (Criteria [Архівовано 4 квітня 2007 у Wayback Machine.]: , C1 [Архівовано 4 квітня 2007 у Wayback Machine.]) на підставі скорочення його чисельності більш ніж на 20% за період 10 років. Внесений у Додаток II до CITES; захищається національними законами всіх країн проживання.